# 高粱花黑粉菌
高粱花黑粉菌（学名：Ustilago kenjiana）是属于黑粉菌目黑粉菌科黑粉菌属的一种真菌，寄生在高粱上。该种分布于中国。